# Цёге-фон-Мантейфель, Генрих
Генрих Цёге фон Мантейфель (нем. Heinrich Zoege von Manteuffel, в России — Андрей Андреевич Цей) (умер в 1701 году) — генерал-поручик русской службы прибалтийского происхождения.

## Биография
Представитель прибалтийского дворянского рода, сын подполковника русской службы Андрея Романовича Цея (Цеге), погибшего при Конотопе (1659).
Участвовал в войне с Речью Посполитой, с 1666 года — подполковник, с конца 60-х годов — полковник рейтар.
Участвовал далее в подавлении восстания Степана Разина, в русско-турецкой войне 1672-81 годов и Крымских походах, с 1682/83 годов — генерал-майор, с 1688/89 года — генерал-поручик.
В 1695 году принял участие в Казыкерменском походе Б. П. Шереметева.
С 1697 года командовал солдатскими полками нового строя в Смоленске. В 1700 году вступил в конфликт с назначенным в Смоленск воеводой В. П. Шереметевым, отозван в Москву, где вскоре умер.

## Семья
Дочь Генриха Цеге фон Мантейфеля Маргарита в 1695 году вышла замуж за Джеймса Брюса.